# Révolution blanche (Inde)
Ne pas confondre avec Révolution blanche par le dernier Shah d'Iran.

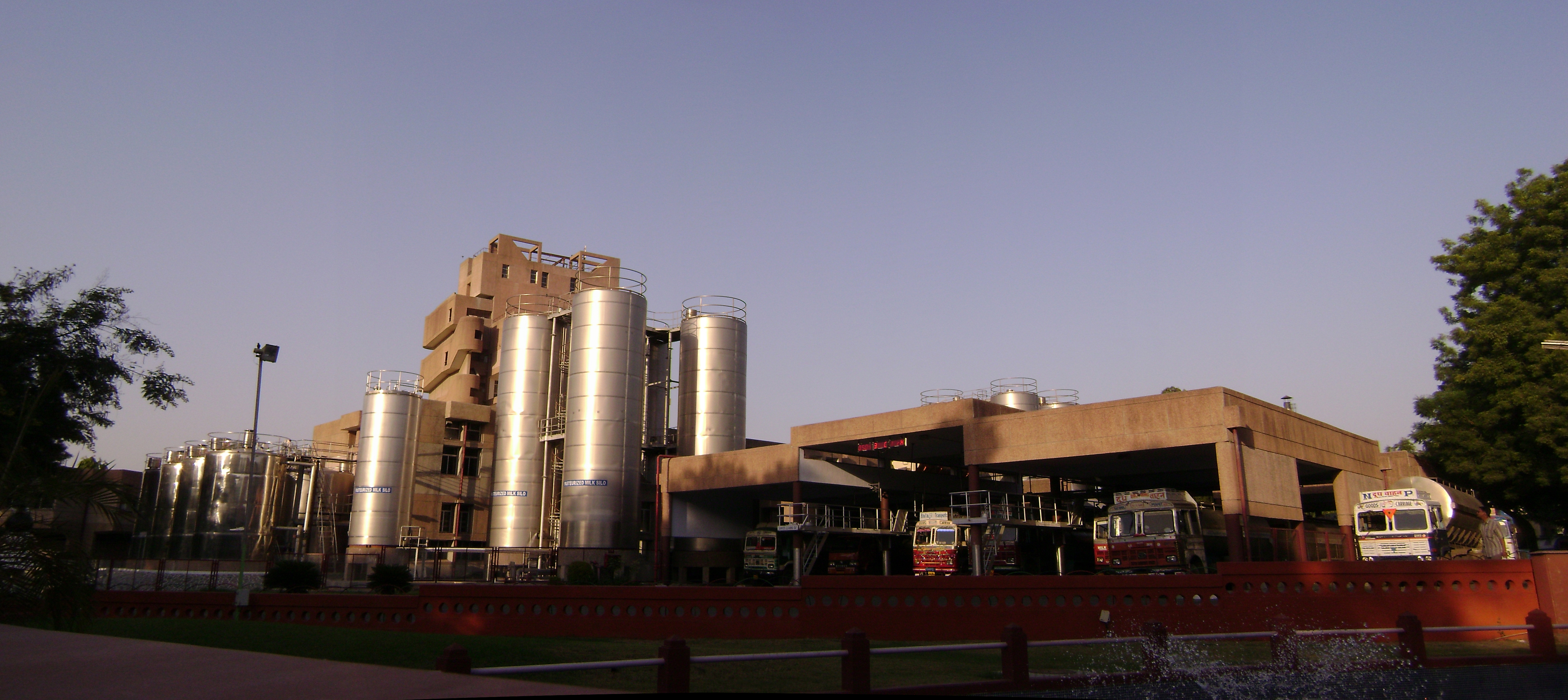

La révolution blanche ou "Opération Flood (OF)" (littéralement "Opération Inondation") lancée le 1er juillet 1970 peut très justement être considérée comme le plus grand programme de développement laitier au monde et un des projets historiques de l'Inde. Ce projet a permis à l'Inde d'atteindre l'auto-suffisance en termes de lait et de produits laitiers,,.
Ce projet a fait passer l'Inde dès les années 1988-1989, du statut de pays pauvre en lait au statut de plus grand producteur mondial de lait, dépassant les États-Unis d'Amérique en 1998. Ce programme a été lancé afin de permettre aux agriculteurs de diriger leur propre développement et leur donner le contrôle de leurs ressources, avec environ 22% de la production mondiale en 2018.
Après plusieurs années de batailles, la coopérative a commencé a produire d'incroyables résultats. La Gujarat Cooperative Milk Marketing Federation (GCMMF) a été établie en 1973 et se nomme maintenant Amul, et est considérée comme le moteur du succès de ce programme.
C'est la coopération de trois hommes, Tribhuvandas Patel, Verghese Kurien et H.M. Dalaya qui, travaillant ensemble depuis 1946, a ce qui deviendra l'entreprise coopérative indienne de transformation et de distribution de produits laitiers nommée Amul, est responsable de la révolution blanche en Inde. 
Une percée technologique a cependant été indispensable à l'industrie laitière en Inde pour permettre cette révolution, c'est celle qui a permis la fabrication de poudre de lait écrémé à partir du lait de bufflonne. H. M. Dalaya a rendu cela possible. Si Amul est généralement associée à son fondateur Tribhuvandas Patel, c'est H. M. Dalaya qui a fourni la technologie indispensable à son développement.
Verghese Kurien, président fondateur d'Amul, a été nommé président de la National Dairy Development Board (NDDB) par le Premier ministre indien de l'époque, Lal Bahadur Shastri.